# Prestami la tua mano
Prestami la tua mano (Prête-moi ta main) è un film del 2006 diretto da Éric Lartigau.
La pellicola ha per protagonisti Alain Chabat e Charlotte Gainsbourg.

## Trama
Luis è uno scapolo di quarantatré anni che crea profumi per una famosa casa parigina, che ha chiuso con il matrimonio quando, anni prima, la madre e le cinque sorelle, protettive ma oppressive, gli fecero lasciare la fidanzata storica. Luis passa da un'avventura ad un'altra protetto dalla sua famiglia matriarcale, nella quale madre e sorelle compongono una specie di consiglio che decide per tutti e i cognati, come lui, obbediscono supinamente. 
Un giorno, però, le sorelle di Luis gli comunicano che sono stanche di badare a lui e gli impongono di trovare una moglie. Stressato dalla famiglia, Luis ordisce un piano: pagherà l'intraprendente Emma, sorella del suo collega di stanza e migliore amico, per fingersi la sua futura moglie e abbandonarlo il giorno delle nozze, in modo tale da fingersi depresso e non volere più sentire parlare di matrimonio. 
Il piano, però, va storto: subito dopo l'abbandono di Emma in Municipio le sorelle gli mostrano delle fotografie in cui lui bacia una bella ragazza e lo incolpano di avere fatto fallire il fidanzamento. La madre di Luis ha un collasso e finisce in ospedale: le sorelle gli ordinano quindi di riconquistare Emma. Luis non demorde, e paga Emma per ritornare con lui e farsi odiare dalla madre e dalle sorelle per farsi ordinare di lasciarla. 
Dopo una serie di gag e di equivoci, Luis riesce nell'intento, ma scopre di amare Emma, con la quale, però, ha litigato. Per riconquistarla, allora, si finge il suo futuro marito davanti all'assistente sociale che sta esaminando Emma per valutare se accogliere o meno la sua domanda di adozione di un bambino, e le fa ottenere la sospirata adozione, riconquistandola. 
Infine la porta dai suoi familiari, raccontando tutta la verità e sposa Emma... finendo per presiedere un consiglio di soli uomini, con i suoi cognati, che ordina al figlio adottivo Sandro quello che deve fare, come la madre e le sorelle facevano con lui.